# Caught Live + 5
Caught Live + 5 è un disco dal vivo del gruppo rock The Moody Blues, pubblicato nel 1977. Il concerto è stato registrato il 12 dicembre del 1969 alla  Royal Albert Hall di Londra.
Gli ultimi cinque brani del disco sono degli inediti del periodo 1967-1968.

## Tracce
1. "Gypsy (Of a Strange and Distant Time)" (Justin Hayward) – 4:03
2. "The Sunset" (Michael Pinder) – 4:33
3. "Dr. Livingstone, I Presume" (Ray Thomas) – 3:23
4. "Never Comes the Day" (Hayward) – 5:39
5. "Peak Hour" (John Lodge) – 5:13
6. "Tuesday Afternoon" (Hayward) – 4:51
7. "Are You Sitting Comfortably?" (Hayward, Thomas) – 4:21
8. "The Dream" (Graeme Edge) – :58
9. "Have You Heard, Pt. 1" (Pinder) – 1:22
10. "The Voyage" (Pinder) – 3:37
11. "Have You Heard, Pt. 2" (Pinder) – 2:33
12. "Nights in White Satin" (Hayward) – 5:55
13. "Legend of a Mind" (Thomas) – 7:05
14. "Ride My See-Saw" (Lodge) – 4:28
15. "Gimme a Little Somethin'" (Lodge) – 3:13
16. "Please Think About It" (Pinder) – 3:41
17. "Long Summer Days" (Hayward) – 3:12
18. "King and Queen" (Hayward) – 3:52
19. "What Am I Doing Here?" (Hayward) – 3:33

## Formazione
- Justin Hayward: Chitarra/Voce
- John Lodge: Basso/Voce
- Michael Pinder: Tastiera/Voce
- Ray Thomas: Flauto/Voce
- Graeme Edge: Batteria